# Ofra Haza
Bat-Sheva Ofra Haza (em hebraico: בת-שבע עפרה חזה, Tel Aviv, 19 de novembro de 1957 – Ramat Gan, 23 de fevereiro de 2000) foi uma cantora israelita de raízes iemenitas que alcançou grande popularidade no Médio Oriente e internacionalmente.

## Biografia
Ofra nasceu no seio de uma família de judeus do Iémen que emigraram para Israel. A mais nova de nove irmãos, cresceu em Tel Aviv, no bairro desfavorecido de Hatikvah, onde viviam judeus que tinham deixado o Iraque e o Iémen; aos 12 anos integrou um grupo de teatro local que tinha como objectivo a integração social da juventude do bairro, onde Ofra cantava e representava. O grupo fez grande sucesso em Israel, apresentando espectáculos em várias cidades do país. Tinha como director Bezalel Aloni, que se tornaria mais tarde manager de Ofra.
Em 1974 Ofra foi vencedora do concurso nacional de canção oriental. Lançou a sua carreira musical a solo em 1978 com a gravação do seu primeiro disco, depois de ter prestado o serviço militar obrigatório.
Em 1983 participou no Festival Eurovisão da Canção, onde alcançou o segundo lugar com o tema "Chai" (Eu ainda estou viva), uma canção escrita pelo poeta israelita Ehud Manor. Por volta de 1985, Ofra começou a optar por uma linha musical menos pop e mais étnica, concretizada com o lançamento do álbum Shirey Teyman, baseado em instrumentos tradicionais e poemas do século XVI do rabino Shalom Shabazi. Este disco incluía canções interpretadas em hebraico, árabe e aramaico e seria reeditado alguns anos depois com os títulos de Yemenite Songs e Fifty Gates of Wisdom. Ofra pretendia com ele homenagear suas origens iemenitas.
Com o objectivo de melhor se concentrar numa carreira internacional fixa-se em Los Angeles, mas não deixa de visitar regularmente o seu país natal. Em 1987 sobrevive a um acidente de aviação na fronteira israelo-jordana.

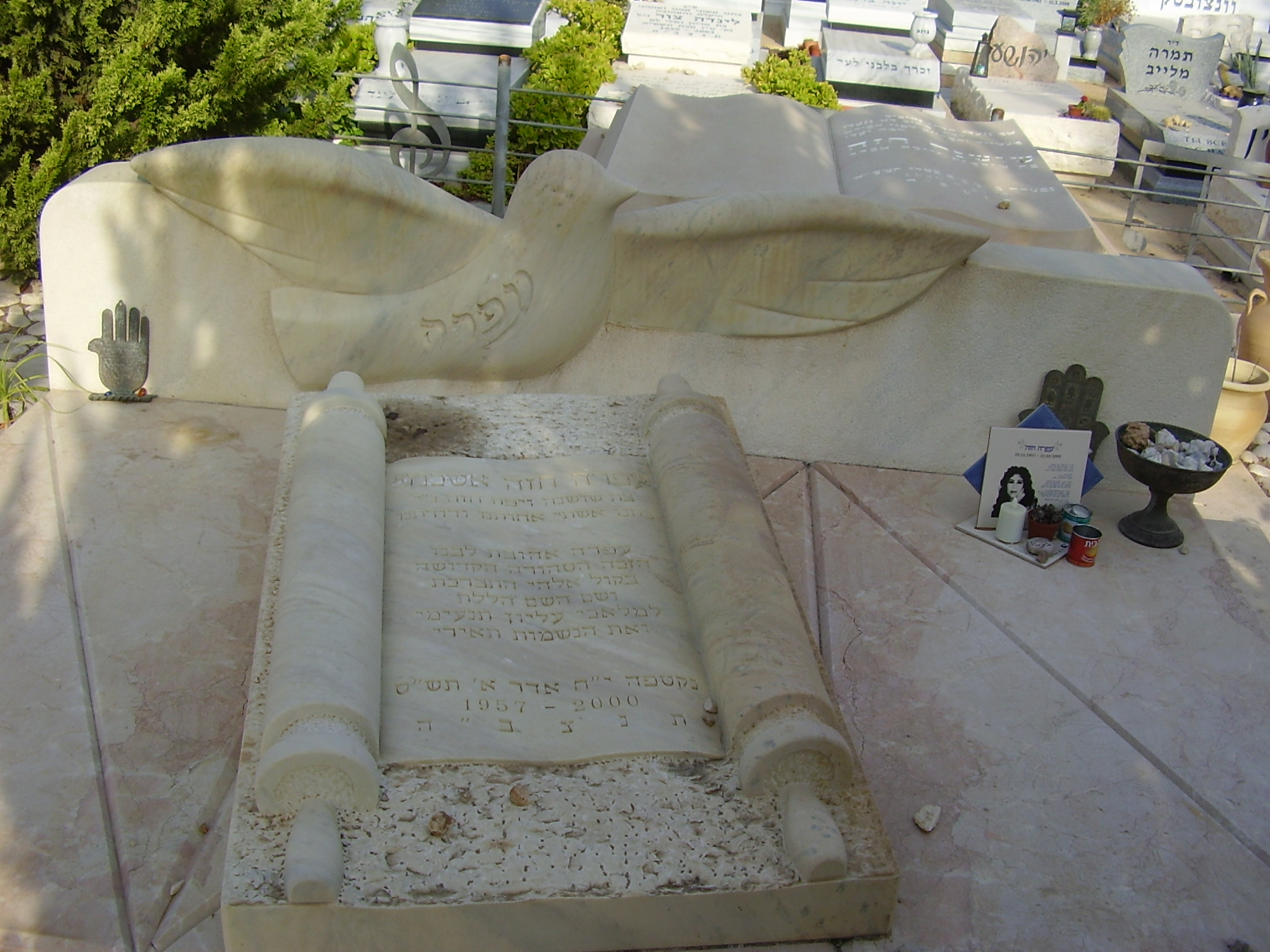
Túmulo de Haza, em Tel Aviv

Em 1988 uma nova versão da canção "Im Nin' Alu" foi gravada especificamente para o Ocidente, que misturava sonoridades do Médio Oriente com sintetizadores e que continha partes da letra em inglês, alcançou grande sucesso internacional. A canção foi número 1 durante nove semanas na Alemanha. O disco Shaday consagrou-a como um sucesso no Canadá, Estados Unidos, Japão e um pouco por todo o mundo. A sua voz foi também usada como sample num sucesso internacional da música techno, "Pump Up the Volume", do grupo M.A.R.R.S. e da música "Paid In Full", interpretada por Eric B. & Rakim.
O seu disco seguinte, Desert Wind (1989), praticamente interpretado todo em inglês, apresentava uma linha marcadamente pop. Em 1992, Ofra recebeu uma nomeação para os Grammy pelo disco Kyria.
Em 1994, Yitzhak Rabin convidou-a para actuar na cerimónia de atribuição do Prémio Nobel da Paz que teve como galardoados, para além de Rabin, Shimon Peres e Yasser Arafat.
Em 1998 casou com Doron Ashkenazi, mas o casal não teve filhos. No mesmo ano foi lançado o filme O Príncipe do Egito, dos estúdios DreamWorks, no qual Ofra emprestou a sua voz à personagem de Yocheved, a mãe de Moisés, em 17 idiomas diferentes. Desempenhou também um papel no filme israelita Tzedek muchlat, um policial baseado em alegações de que crianças de judeus do Iémen foram raptadas na década de cinquenta para serem filhos adoptivos de sobreviventes do Holocausto.
Colaborou ao longo dos anos com artistas tão diversos como Iggy Pop, Sisters of Mercy, Lou Reed, Paula Abdul ou Duncan Dhu.

### Morte
Morreu em 2000 no hospital Sheba de Tel Ashomer, vítima de complicações associadas ao vírus da sida/aids, segundo relatos da comunicação social israelita. O seu marido faleceu no ano seguinte devido a uma overdose, tendo procedido antes de falecer a diligências legais que impedem conhecer o motivo da morte de Ofra.

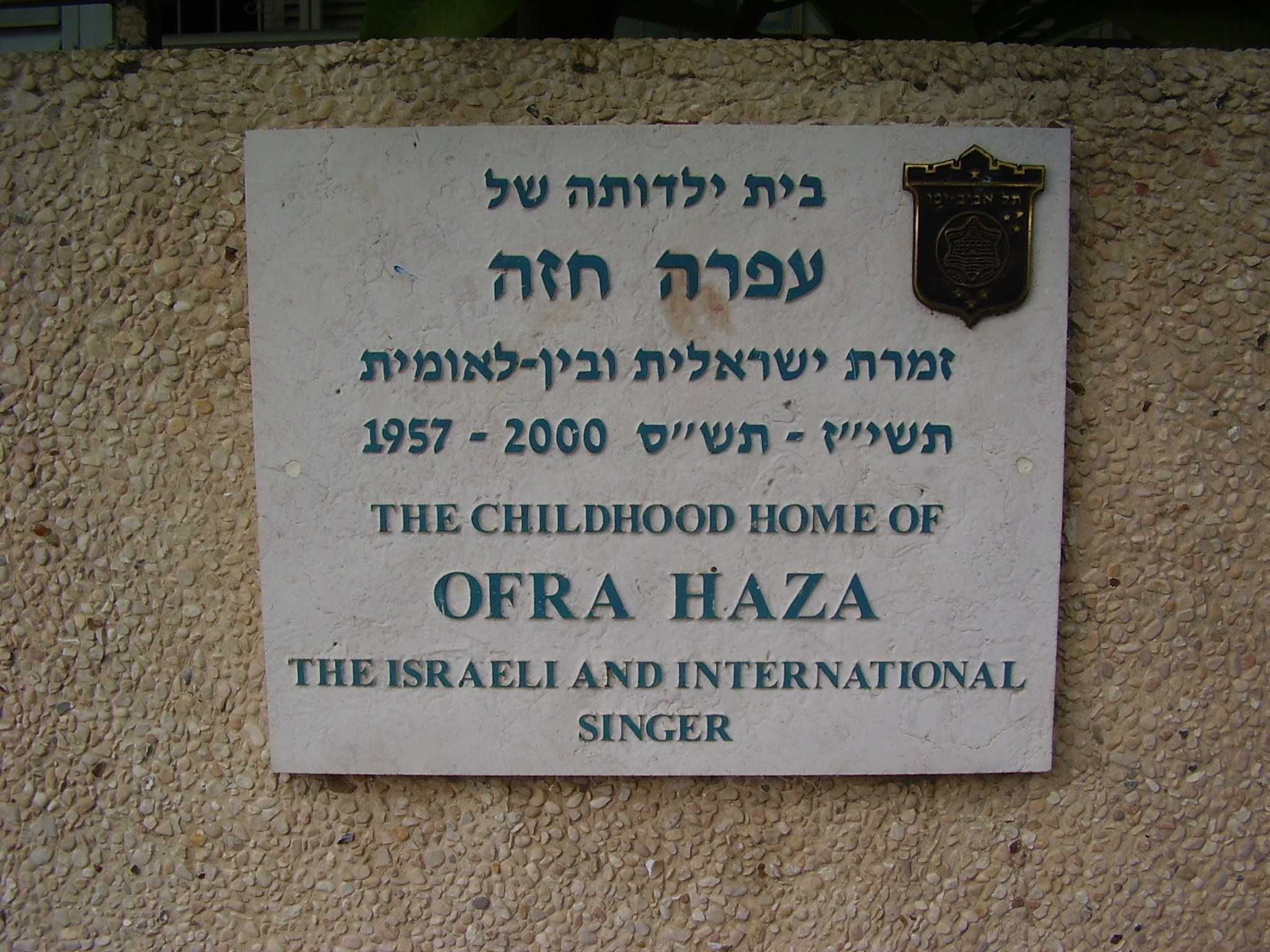
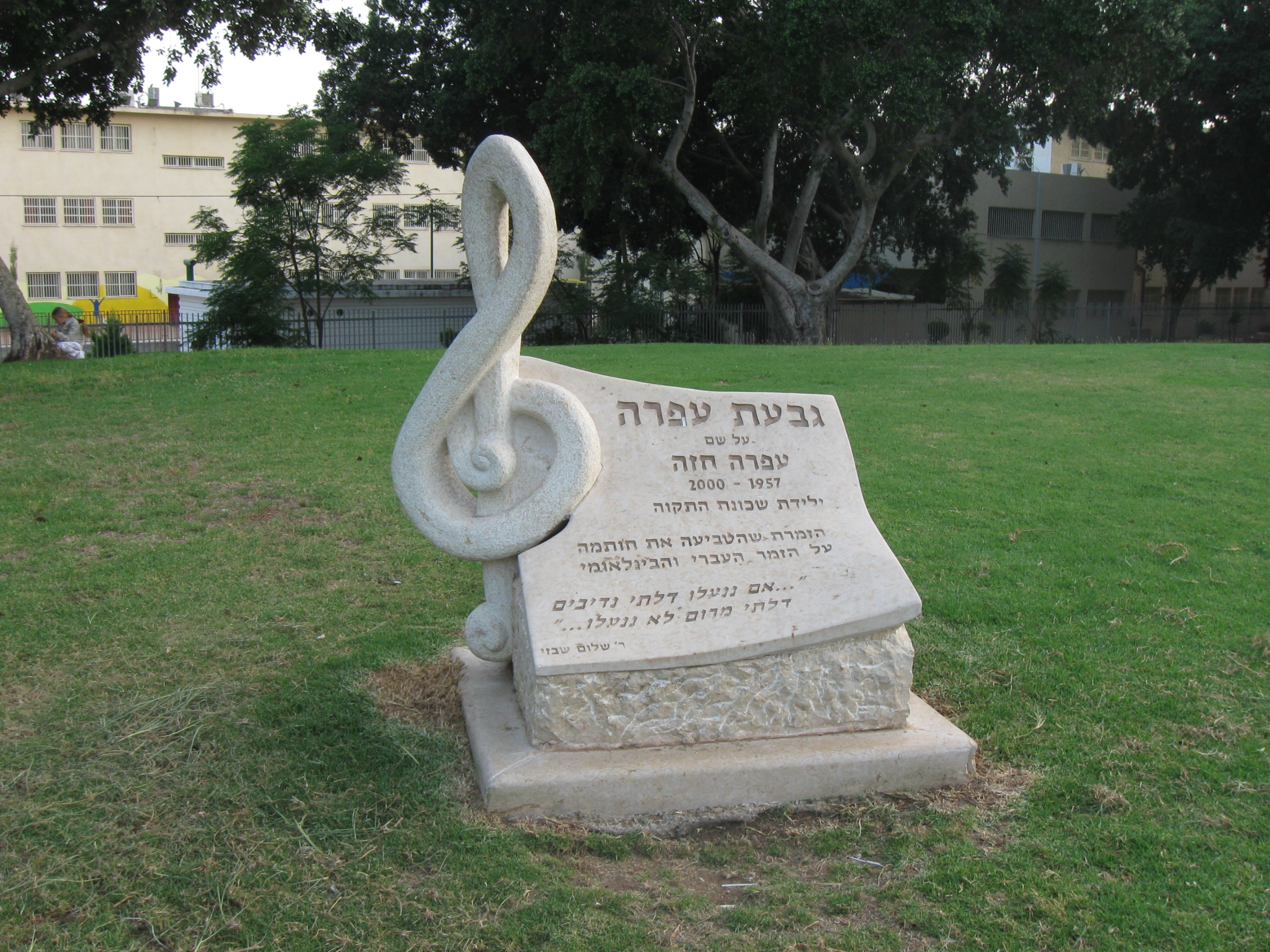

## Discografia
- 1978 Shir Hashirim Besha'ashu'im (LP)
- 1980 Al Ahavot Shelanu (LP)
- 1981 Bo Nedaber (LP)
- 1982 Pituyim (LP)
- 1982 LiYladim (LP)
- 1983 Chai (LP)
- 1983 Shirey Moledet (LP)
- 1984 Bait Ham (LP)
- 1984 Shirey Teyman (Yemenite Songs/Fifty Gates of Wisdom) (LP)
- 1985 Adama (LP)
- 1985 Shirey Moledet 2 (LP)
- 1986 Yamim Nishbarim (LP/CD)
- 1987 Album Ha'Zahav (LP)
- 1987 Shirey Moledet 3 (LP)
- 1988 Shaday (LP/CD/Cassete)
- 1988 Yemenite Love (LP/CD)
- 1989 Desert Wind (LP/CD/Cassete)
- 1992 Kirya (LP/CD/Cassete)
- 1993 Oriental Nights (CD)
- 1994 Kol Haneshama (CD)
- 1995 Queen in Exile (Este CD não foi lançado comercialmente)
- 1995 Star Gala (CD)
- 1995 The Goldem Album (CD)
- 1997 Ofra Haza 1997 (CD)
- 1998 Live at  Montreux (CD)
- 2001 Ofra Haza: Greatest Hits (CD)
- 2004 Ofra Haza: Greatest Hits Vol. 2 (CD)
- 2007 Ofra Haza Remixes (CD)
- 2008 Very Best (CD)
- 2008 Ofra Haza: Her Greatest Remixes (CD)